# Robertino Pezzota
Roberto Luciano „Robertino“ Pezzota (* 10. März 1983 in Rosario) ist ein argentinischer Squashspieler.

## Karriere
Robertino Pezzota begann seine Profikarriere im Jahr 2005 und gewann bislang zwölf Turniere auf der PSA World Tour. Seine höchste Platzierung in der Weltrangliste erreichte er mit Rang 73 im Dezember 2018. Bei den Panamerikanischen Spielen gewann er 2003 und 2015 mit der argentinischen Mannschaft die Bronzemedaille. 2011 holte er in der Doppelkonkurrenz mit Hernán D’Arcangelo eine weitere Bronzemedaille. 2019 sicherte er sich in Lima Bronze im Einzel. Bei den Panamerikanischen Spielen 2023 in Santiago de Chile gewann er mit der Mannschaft die Silbermedaille. Bei Panamerikameisterschaften gewann er in der Doppelkonkurrenz von 2012 bis 2014 dreimal in Folge den Titel. Mit Hernán D’Arcangelo gewann er 2012, in den beiden darauffolgenden Jahren mit Leandro Romiglio. Die Mannschaftskonkurrenz gewann er mit Argentinien 2012 und 2013. 2017 wurde er im Einzel nach einem Finalsieg über Gonzalo Miranda Panamerikameister. Mit der argentinischen Nationalmannschaft nahm er 2011, 2013, 2017 und 2019 an der Weltmeisterschaft teil.
Sein Bruder Rodrigo Pezzota ist ebenfalls professioneller Squashspieler.

## Erfolge
- Panamerikameister: 2017
- Panamerikameister im Doppel: 3 Titel (2012–2014)
- Panamerikameister mit der Mannschaft: 2012, 2013
- Gewonnene PSA-Titel: 12
- Panamerikanische Spiele: 1 × Silber (Mannschaft 2023), 4 × Bronze (Einzel 2019, Mannschaft 2003 und 2015, Doppel 2011)
- Südamerikaspiele: 1 × Gold (Mannschaft 2022), 1 × Silber (Mannschaft 2018), 4 × Bronze (Einzel und Doppel 2018, Einzel und Doppel 2022)